# Krikor IV (ormiański patriarcha Jerozolimy)
Krikor IV (ur. ?, zm. ?) – w latach 1386–1391 ormiański Patriarcha Jerozolimy.